# BR.20 (航空機)
フィアット BR.20
第242飛行隊のBR.20
- 用途：爆撃機
- 設計者：チェレスティーノ・ロザテッリ
- 製造者：フィアット
- 運用者：

  -  イタリア王国（イタリア王国空軍）
  -  大日本帝国（大日本帝国陸軍）
  -  スペイン（スペイン空軍）
- 初飛行：1936年2月10日[1]
- 生産数：530 - 600機（推定）[1]
- 生産開始：1936年
- 運用開始：1936年
- 退役：1945年
- 運用状況：退役済

BR.20は、フィアット社が開発した第二次世界大戦当時のイタリア空軍の双発爆撃機。愛称はチコーニャ（Cicogna＝コウノトリ）。

## 開発
1936年2月10日に初飛行したBR.20は、胴体後部は羽布張りであるものの、その他は全金属製で、引き込み脚も備え、当時としては最新の技術を取り入れた機体だった。
1936年にはイストル・ダマスカス間のエアレースに参加するためのBR.20A（2機）、1939年にはローマ・アディスアベバ間の無着陸飛行を行うためのBR.20Lが作られている。

## 運用
最初の生産型であるBR.20は275機が作られ、1937年にスペイン内戦に参加した。この時にはスペイン人民戦線の主力戦闘機であったI-15より高速であった。第二次世界大戦1940年10～11月にはベルギーの基地からイギリス本土の爆撃も行っているが、ハリケーン戦闘機の前では貧弱な武装が役にたたず大損害を被り、その後は陸上雷撃機として運用された。

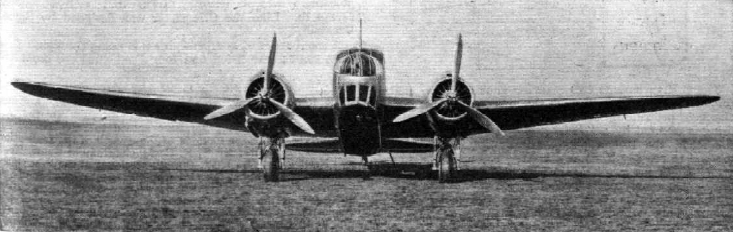
1938年に撮られたBR.20
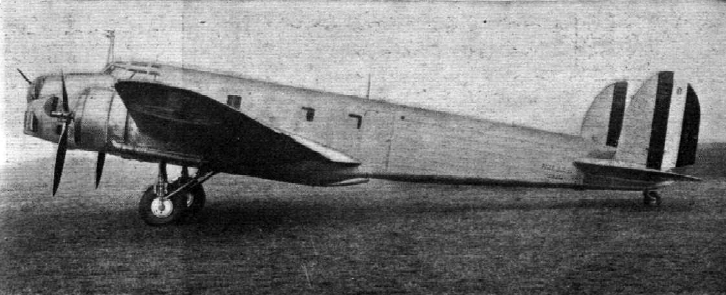
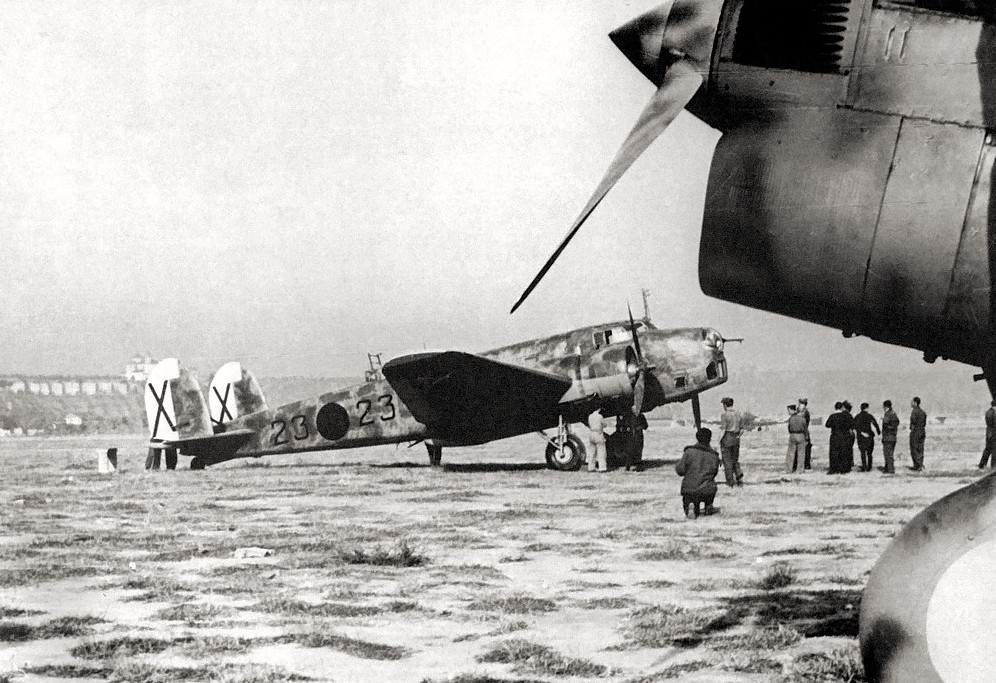
スペイン内戦時の1939年に撮られたBR.20

1939年に登場したBR.20Mはスペイン内戦の戦訓を取り入れて武装を強化し、空力的に洗練させたもの。また1941年に初飛行したBR.20bisはそれをさらに洗練させ、発動機の強化を行ったものである。生産機数は両型合わせて約250機だった。

## イ式重爆撃機
1938年には、BR.20の後期型85機が日本陸軍に輸出され、イ式重爆撃機の名で日中戦争で使用された。本機の役割は九七式重爆撃機までのつなぎであり、九七式重爆撃機が前線に配備されたころにはイタリア規格の爆弾や部品も尽きたため、第1線から姿を消した。しかしながら本機が装備していたブレダ SAFAT12.7mm機関銃は、陸軍の航空機関砲（ホ103）開発に大いに役立つこととなる。

## 主要諸元（BR.20bis）
- 全長： 16.10 m
- 全幅： 21.56 m
- 全高： 4.30 m
- 主翼面積： 74.0 m2
- 重量： 6,400 kg
- 全備重量： 11,500 kg

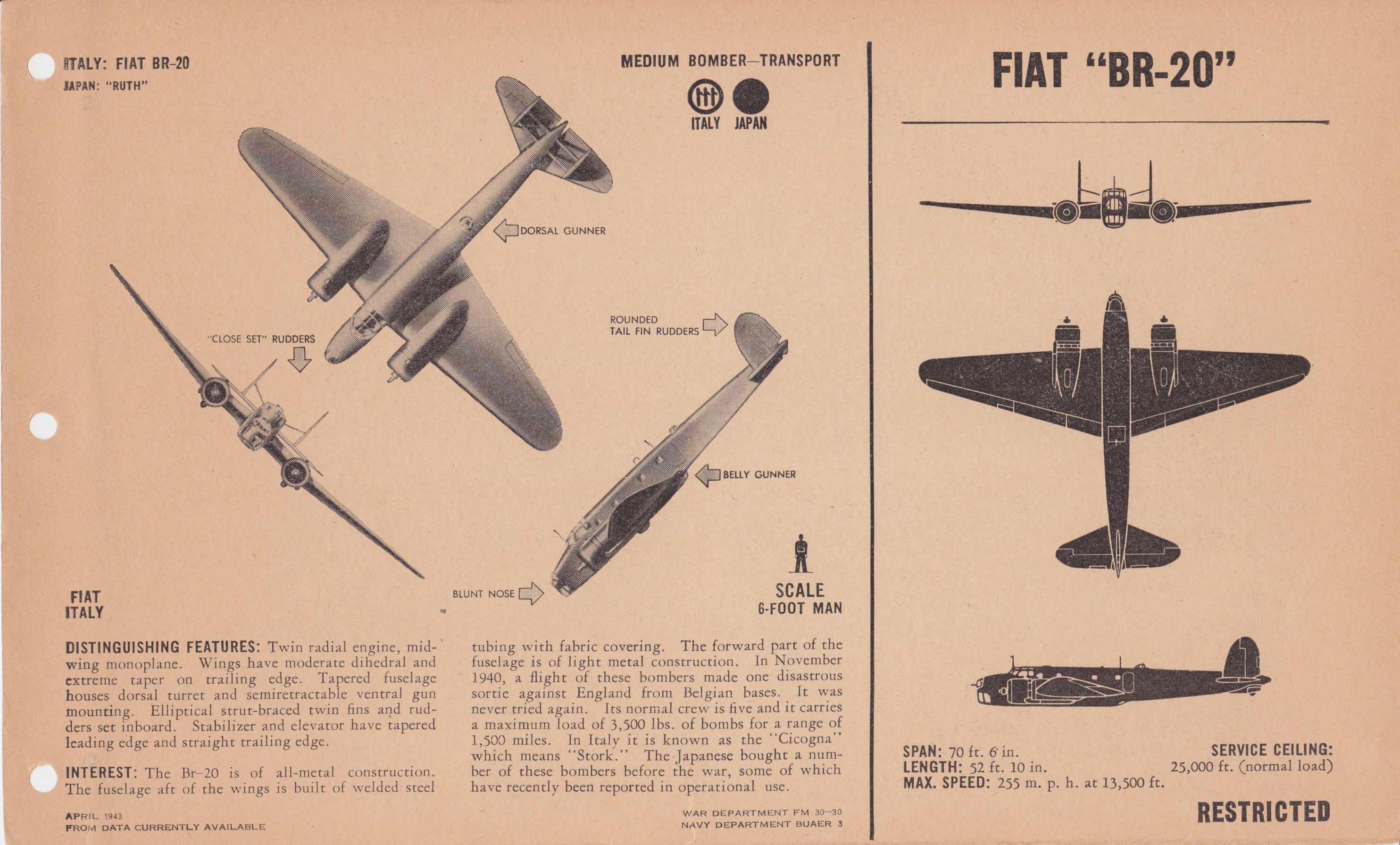
本機体の三面図。

- 発動機： フィアットA82RC42（空冷星型14気筒） ×2
- 出力： 1,250馬力 ×2
- 最大速度： 460 km/h
- 航続距離： 2,800 km
- 実用上昇限度： 9,200 m
- 武装： 12.7 mm ×1、7.7 mm ×3（いずれも旋回）、爆弾1,600 kg
- 乗員： 6 名